# Velká zelená zeď

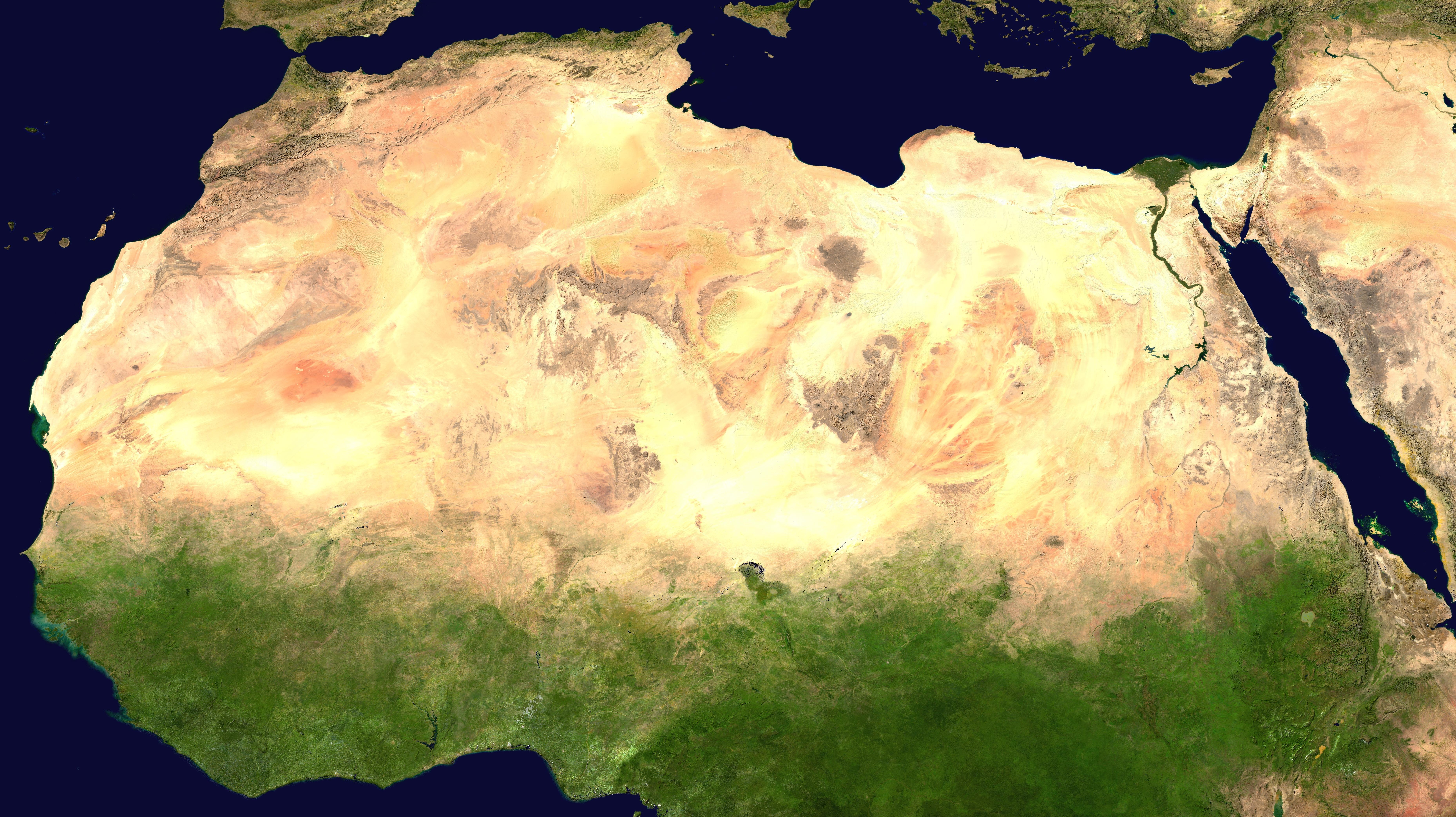
Satelitní snímek Sahary

Velká zelená zeď (anglicky The Great Green Wall) je projekt, vytvářený Africkou unií, jehož cílem je čelit rozpínání pouště v oblasti jižní Sahary. Projekt, ve kterém je sdruženo 21 afrických zemí, usiluje o vytvoření pásu zeleně širokého 15 kilometrů, a to v délce 7775 km, od Senegalu po Džibutsko. Nejprve šlo především o sázení stromů, později se projekt transformoval do akcí pro zlepšení techniky čerpání a využívání vody, ochrany zeleně a efektivnějšího využívání půdy, přičemž cílem je vytvořit mozaiku zelené a produktivní krajiny v Sahelu.
Prezident státu Burkina Faso Thomas Sankara vedl úsilí proti rozpínání pouště ve své zemi v letech 1983–1987. V červenci 2005, za prezidenta Nigérie Oluseguna Obasanja, rozhodla Africká unie adaptovat a podporovat projekty, které se sjednotily do projektu Green Belt Movement, iniciovaného nositelkou Nobelovy ceny Wangari Maathai.
Tato zelená bariéra, koordinovaná Senegalem, je navržena k ochraně půdy proti rozpínání písku a erozi půdy. Stejně jako příspěvek ke zlepšení místních příjmů, bude výsadba této zelené bariéry globální odpovědí na sdružené účinky degradace přírodních zdrojů a sucha v zemědělských oblastech.
17. července 2010 oznámil Global Environment Facility (GEF), že projekt bude nejdříve financován 119 miliony dolary, schválenými Africkou unií v roce 2007.
S odstupem doby je možno konstatovat, že původní cíl, tedy zabránit desertifikaci, se naplnit nepodařilo (například 80 % všech vysazených stromů zahynulo), ale v některých oblastech se výrazně zlepšilo hospodaření v krajině. Největší pokrok byl dosažen v Senegalu.